# Ben Volavola
Ben Volavola (Suva, 13 gennaio 1991) è un rugbista a 15 australo-figiano, internazionale per Figi, dal 2020 mediano d'apertura del Perpignano.

## Biografia
Nativo di Suva, capitale delle Figi, Volavola crebbe con la famiglia, emigrata in Australia, a Sydney, dove compì gli studi superiori; fu selezionato per l'Australia Under-20 insieme al suo coetaneo e connazionale Tevita Kuridrani ed entrò nella franchise degli Waratahs sotto la direzione di Michael Cheika, che lo fece debuttare nel 2013 in Super Rugby.
Subito dopo la prima stagione nel torneo d'eccellenza dell'Emisfero Sud, tuttavia, la federazione australiana lo ignorò, e non ebbe mai l'occasione di debuttare a livello internazionale.
Nel 2014 fu uno dei permit player degli Waratahs che fu ingaggiato per il National Rugby Championship, nelle file dei Greater Sydney Rams.
Stante il disinteresse da parte dell'Australia, a giugno 2015 si dichiarò disponibile a giocare per Figi a livello internazionale.
L'11 luglio successivo debuttò contro i Māori All Blacks a Suva (sconfitta 26-27) e, a seguire, dell'agosto successivo è l'inclusione nella rosa dei convocati figiani alla Coppa del Mondo di rugby 2015 in Inghilterra.
Per la stagione 2016 di Super Rugby Volavola fu ingaggiato dalla franchise neozelandese dei Crusaders nell'ambito di una manovra di mercato per rimpiazzare l'esodo in Europa delle due aperture Dan Carter e Colin Slade. Dopo solo un anno passato nella franchigia neozelandese si trasferì ai Melbourne Rebels per disputare il Super Rugby 2017.

## Palmarès
- National Provincial Championship: 1
Canterbury: 2016